# Eperua purpurea
Eperua purpurea är en ärtväxtart som beskrevs av George Bentham. Eperua purpurea ingår i släktet Eperua och familjen ärtväxter. Inga underarter finns listade i Catalogue of Life.